# 九龍區專線小巴12線
九龍區專線小巴12線是往來白田邨及旺角東站的一條專線小巴路線，由中運有限公司承辦，主要方便白田邨、大坑東邨和南山邨一帶居民往來旺角。
九龍區專線小巴12A線是往來大同新邨及旺角東站的一條專線小巴路線，由中運有限公司承辦，主要方便大同新邨一帶居民往來旺角。
九龍區專線小巴12B線是往來港灣豪庭及旺角東站的一條專線小巴路線，由中運有限公司承辦，主要方便港灣豪庭和大同新邨一帶居民往來旺角。
九龍區專線小巴12S線是往來帝柏海灣（奧海城二期）及旺角東站的一條循環專線小巴路線，由中運有限公司承辦，主要方便帝柏海灣和大同新邨一帶居民往來旺角和油麻地。

## 歷史
12線於1979年7月16日投入服務，當時來往白田及大角咀碼頭，1980年3月23日起大角咀總站遷往大同新邨，兩年後因客量上升而增加班次。1985年來回程加經新落成的旺角東站公共運輸交匯處。
1992年2月3日12線增設來往旺角火車站及大同新邨的短途班次，後特別班次改名為12A線。
2001年6月1日，12線縮短至旺角火車站，以騰出資源以便開辦12B線（港灣豪庭↔旺角火車站），而12B線亦於2003年投入服務。
循環來往大角咀（奧海城）及旺角東站的九龍區專線小巴21K線，營辦商國松汽車於2009年決定放棄營運，運輸署於2011年4月10日起，將21K線重新招標，由誠利有限公司投得專營權。但由於長期經營虧蝕，營辦商通知運輸署擬於2012年9月15日停止營辦21K線。運輸署曾物色其他營辦商以繼續營運21K線，但無人問津。21K線最終於2012年10月15日取消服務，由走線相若的12S線代替。

## 服務時間及班次
12
| 白田邨開         | 白田邨開    | 白田邨開     | 旺角東站開       | 旺角東站開  | 旺角東站開   |
| 日期             | 服務時間    | 班次（分鐘） | 日期             | 服務時間    | 班次（分鐘） |
| ---------------- | ----------- | ------------ | ---------------- | ----------- | ------------ |
| 星期一至六       | 06:00-21:00 | 20-30        | 星期一至六       | 06:30-21:30 | 20-30        |
| 星期日及公眾假期 | 11:00-21:00 | 30           | 星期日及公眾假期 | 11:30-21:30 | 30           |

12A
| 大同新邨開 | 大同新邨開   | 大同新邨開   | 旺角東站開 | 旺角東站開  | 旺角東站開   |
| 日期       | 服務時間     | 班次（分鐘） | 日期       | 服務時間    | 班次（分鐘） |
| ---------- | ------------ | ------------ | ---------- | ----------- | ------------ |
| 每日       | 06:00- 23:20 | 7／9         | 每日       | 06:00-00:00 | 7／9         |

12B
| 港灣豪庭開 | 港灣豪庭開   | 港灣豪庭開   | 旺角東站開 | 旺角東站開  | 旺角東站開   |
| 日期       | 服務時間     | 班次（分鐘） | 日期       | 服務時間    | 班次（分鐘） |
| ---------- | ------------ | ------------ | ---------- | ----------- | ------------ |
| 每日       | 06:00- 23:20 | 6／8         | 每日       | 06:00-00:00 | 6／8         |

12S
| 大角咀（奧海城二期）開 | 大角咀（奧海城二期）開 | 大角咀（奧海城二期）開 |
| 日期                   | 服務時間               | 班次（分鐘）           |
| ---------------------- | ---------------------- | ---------------------- |
| 每日                   | 06:30-07:00            | 12／15                 |
| 每日                   | 07:00-09:30            | 10／12                 |
| 每日                   | 09:30-17:00            | 12／15                 |
| 每日                   | 17:00-20:00            | 10／12                 |
| 每日                   | 20:00-23:20            | 12／15                 |

## 行車路線
12路
- 路線由白田邨開出，途經大坑東邨、南山邨後，取道界限街、勵德街和太子道西前往旺角東站。
- 路線由旺角東站開出，途經南山邨和大坑東邨後便前往白田邨。

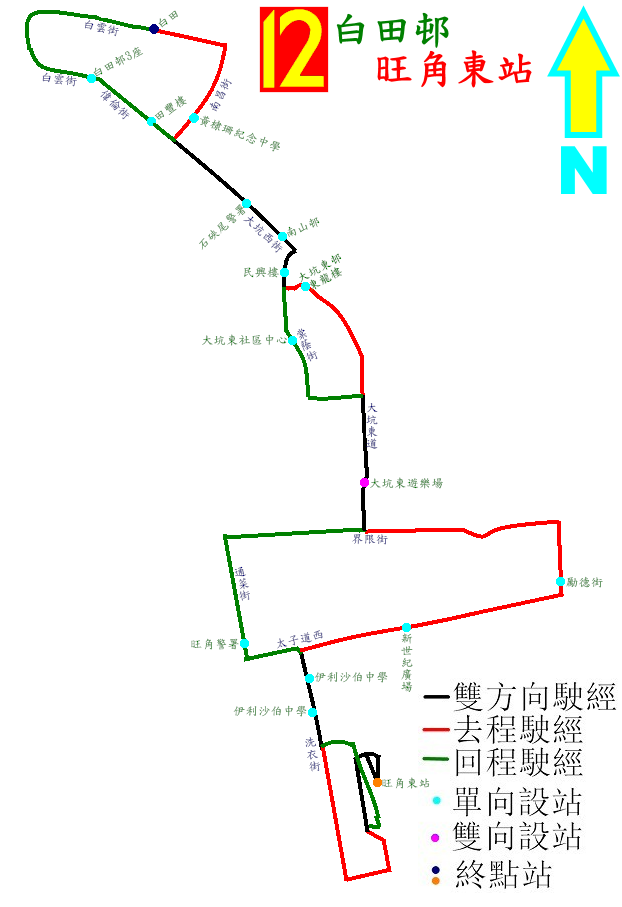
九龍專線小巴12線的走線圖

12A/12B線
- 12A和12B線分別由大同新邨和港灣豪庭開出，即途經大角咀道和福全街前往旺角和旺角東站。
- 12A和12B線由旺角東站開出，途經朗豪坊、大角咀街市後才分別前往大同新邨或港灣豪庭。

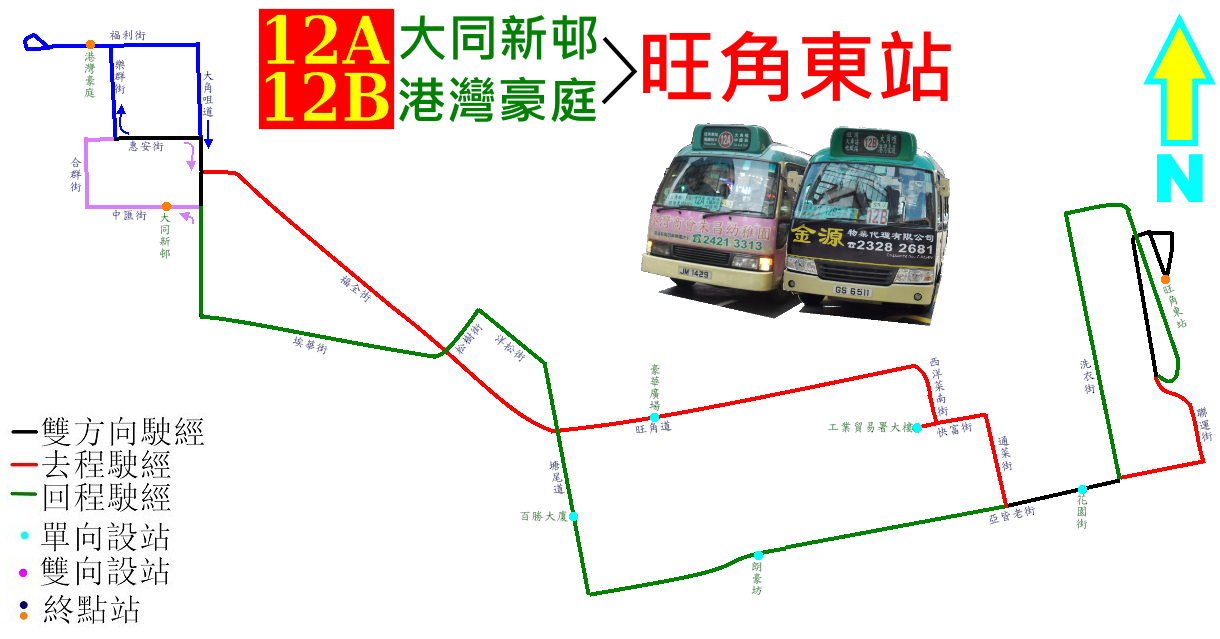
九龍專線小巴12A線及12B線的走線圖，當中粉紫色表示只有12A駛經，而藍線表示只有12B駛經

12S
- 路線由奧海城二期開出，途經大同新村、旺角（上海街、朗豪坊）、油麻地（窩打老道、油麻地站、廣華醫院）、旺角（廣華街、染布房街）前往旺角東站後，途經太子站返回奧海城二期。

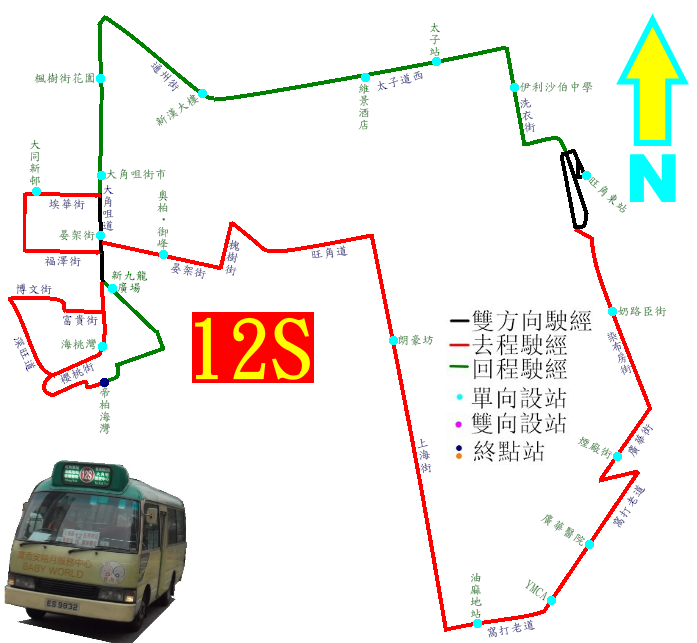
九龍專線小巴12S線的走線圖

## 客量
12A和12B線是大角咀居民往返旺角的主要途經，因此該兩路線客量極高，在繁忙時間例必出現滿座的情況，導致中途站的候車的乘客根本無法上車，令大角咀的居民甚為不滿。
可是，12A系路線曾經遇上一段「黑暗時期」。2014年，路線須改道太子道西來往大角咀，導致車程延長之餘，亦失去了朗豪坊一帶的乘客支持，客量急降，導致司機的薪金大減，路線嚴重虧蝕。營運者感經營困難，遂向運輸署申請加價。最後運輸署批准12A系路線於2015年1月正式加價。